# NGC 6014
NGC 6014 (również IC 4586, PGC 56413 lub UGC 10091) – galaktyka soczewkowata (S0), znajdująca się w gwiazdozbiorze Węża. Odkrył ją John Herschel 24 kwietnia 1830 roku.